# Wouldn't Get Far
Wouldn't Get Far est une chanson du rappeur The Game featuring Kanye West.
Sortie en 2007, c'est le 3e single de son deuxième album Doctor's Advocate (2006). Kanye West est également producteur du titre.
Dans un argot imagé et des termes crus, The Game critique par nom ou alias, des starlettes, mannequins et actrices.
Les samples utilisés proviennent de I'd Find You Anywhere (1976) de Creative Source, Long Red (1972) de Mountain et All Bout U (1996) de 2Pac, Dru Down et Hussein Fatal featuring Nate Dogg, Snoop Dogg et Yaki Kadafi. L'instrumentale, initialement réalisé pour Common, aurait été repris par Kanye West si The Game ne le prenait pas.
Le titre atteint la 11e place du Hot Rap Songs et la 26e du Hot R&B/Hip-Hop Songs.